# Castelletto Merli
Castelletto Merli é uma comuna italiana da região do Piemonte, província de Alexandria, com cerca de 469 habitantes. Estende-se por uma área de 11 km², tendo uma densidade populacional de 43 hab/km². Faz fronteira com Alfiano Natta, Cerrina Monferrato, Mombello Monferrato, Moncalvo (AT), Odalengo Piccolo, Ponzano Monferrato.

## Demografia
| Variação demográfica do município entre 1861 e 2011                               |
|                                                                                   |
| Fonte: Istituto Nazionale di Statistica (ISTAT) - Elaboração gráfica da Wikipedia |